# Adam Coon
Adam Jacob Coon (ur. 14 listopada 1994) – amerykański zapaśnik walczący w stylu wolnym. Olimpijczyk z Paryża 2024, gdzie zajął dwunaste miejsce w kategorii do 130 kg. Wicemistrz świata w 2018 roku. 
Siódmy na igrzyskach panamerykańskich w 2019. Mistrz panamerykański w 2019 i drugi w 2020. Trzeci na MŚ juniorów w 2014 roku.
Zawodnik Fowlerville High School z Fowlerville i Uniwersytetu Michigan. Trzy razy All-American (2015 – 2018) w NCAA Division I; drugi w 2015 i 2018; trzeci 2016. Trzeci w Big Ten Conference w 2015 roku.